# Lina Sastri
Pasqualina Sastri, detta Lina (Napoli, 17 novembre 1953), è un'attrice e cantante italiana.
Ha vinto due David di Donatello per la migliore attrice protagonista, per Mi manda Picone (1984) e per Segreti segreti (1985) e un David di Donatello per la migliore attrice non protagonista, per L'inchiesta (1987). A livello teatrale è stata premiata con il premio Ubu per la stagione 1977-1978 come migliore attrice non protagonista.

## Biografia
Figlia di un commerciante, ha trascorso la sua infanzia nella zona Vasto - Arenaccia, in via degli Zingari, dove abitava insieme ai suoi genitori. Dopo la scuola media si iscrive al liceo Garibaldi dove consegue la maturità classica. Dopo essersi diplomata, all'età di 17 anni, lascia la casa dei genitori per fare l'attrice.
Lina Sastri ha esordito a teatro nel 1974 con Masaniello di Elvio Porta e Armando Pugliese, interprete con Mariano Rigillo, in televisione con il ciclo scarpettiano di Eduardo De Filippo e nel cinema con il film Il prefetto di ferro (1977) di Pasquale Squitieri. Ha lavorato in vari film tra cui Ecce bombo di Nanni Moretti; Segreti segreti di Giuseppe Bertolucci; Mi manda Picone di Nanni Loy; L'inchiesta di Damiano Damiani e Vite strozzate di Ricky Tognazzi. Come cantante ha pubblicato numerosi album principalmente in napoletano. Ha partecipato al Festival di Sanremo 1992 con Femmene 'e mare.
Ha recitato nel film Li chiamarono... briganti! (1999) e sua è la voce nel brano musicale iniziale. Nel 2002 ha tenuto un concerto a Yokohama in Giappone. Da questa esibizione è stato prodotto l'album Live in Japan che contiene un brano interpretato in giapponese. Nell'album Concerto Napoletano sono raccolte le più prestigiose e storiche canzoni napoletane del Novecento interpretate dal vivo in uno spettacolo del 2005. Nel 2000 ha inciso il brano Sole, cielo e mare, in trio con Gigi D'Alessio e Peppe Barra. Il suo ultimo CD Reginella, è stato registrato dal vivo nell'estate 2008. Nel giugno 2011 è stata insignita del titolo di commendatore al merito dal Presidente della Repubblica Giorgio Napolitano. Nel 2020 prende parte alla quindicesima edizione di Ballando con le stelle, in coppia con il ballerino Simone Di Pasquale.

## Vita privata
Nel 1994 ha sposato il ballerino argentino Rubén Celiberti dal quale si è separata dopo sette anni di matrimonio.  Si professa cattolica.

## Filmografia

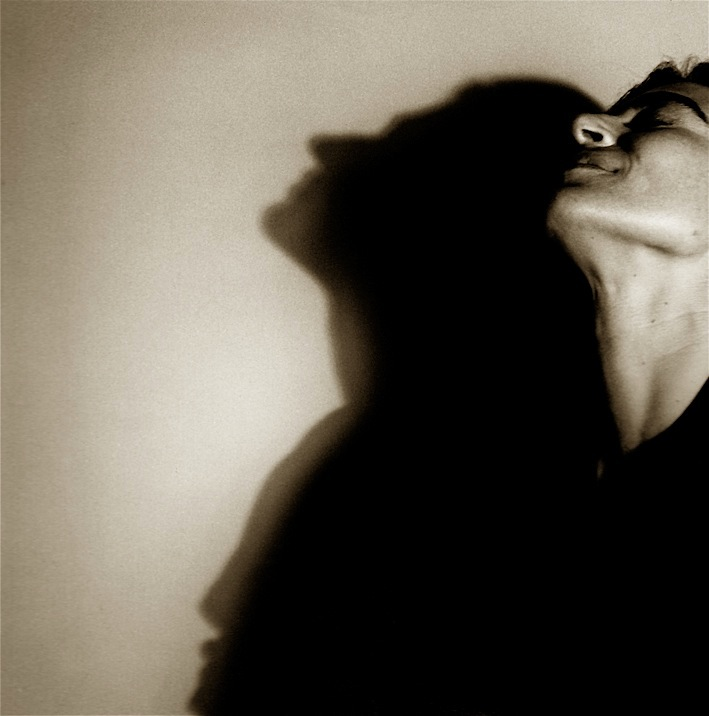
Lina Sastri in uno scatto di Augusto De Luca, 1987

### Cinema
- Il prefetto di ferro, regia di Pasquale Squitieri (1977)
- Ecce bombo, regia di Nanni Moretti (1978)
- Café Express, regia di Nanni Loy (1980)
- La vela incantata, regia di Gianfranco Mingozzi (1983)
- I paladini: storia d'armi e d'amori, regia di Giacomo Battiato (1983)
- Mi manda Picone, regia di Nanni Loy (1984)
- La donna delle meraviglie, regia di Alberto Bevilacqua (1985)
- Segreti segreti, regia di Giuseppe Bertolucci (1985)
- L'inchiesta, regia di Damiano Damiani (1987)
- Strana la vita, regia di Giuseppe Bertolucci (1987)
- Le lunghe ombre, regia di Gianfranco Mingozzi (1987)
- La posta in gioco, regia di Sergio Nasca (1988)
- Gioco di società, regia di Nanni Loy (1989)
- Luisa, Carla, Lorenza e... le affettuose lontananze, regia di Sergio Rossi (1989)
- Piccoli equivoci, regia di Ricky Tognazzi (1989)
- La famiglia Buonanotte, regia di Carlo Liconti (1989)
- Celluloide, regia di Carlo Lizzani (1995)
- Vite strozzate, regia di Ricky Tognazzi (1996)
- Li chiamarono... briganti!, regia di Pasquale Squitieri (1999)
- Le ali di Katja, regia di Lars Hesselholdt (1999)
- Giovani, regia di Luca e Marco Mazzieri (2002)
- Lascia perdere, Johnny!, regia di Fabrizio Bentivoglio (2007)
- K. Il bandito, regia di Martin Donovan (2007)
- Baarìa, regia di Giuseppe Tornatore (2009)
- Passione, regia di John Turturro (2010)
- To Rome with Love, regia di Woody Allen (2012)
- Prigioniero della mia libertà, regia di Rosario Errico (2016)
- Napoli velata, regia di Ferzan Özpetek (2017)
- La ballata dei gusci infranti, regia di Federica Biondi (2022)
- Il sol dell'avvenire, regia di Nanni Moretti (2023) – cameo

### Televisione
- Lu curaggio de nu pompiero napulitano - di e con Eduardo De Filippo (1975)
- Li nepute de lu sinneco - di e con Eduardo De Filippo (1975)
- 'Na Santarella, regia di Eduardo De Filippo (1975)
- 'O tuono 'e marzo, regia di Eduardo De Filippo (1975)
- L'assassinio di Federico Garcia Lorca, regia di Alessandro Cane (1976)
- Gli ultimi tre giorni, regia di Gianfranco Mingozzi (1977)
- Natale in casa Cupiello, di e con Eduardo De Filippo, Luca De Filippo 1977
- Dopo un lungo silenzio, regia di Piero Schivazappa (1978)
- Orient-Express - episodio Wanda, regia di Bruno Gantillon (1980)
- Vita di Antonio Gramsci, regia di Raffaele Maiello (1981)
- Anna Kuliscioff, regia di Roberto Guicciardini (1981)
- Il malinteso di Albert Camus, regia di Bruno Rasia trasmesso il 1 marzo 1983
- Le ambizioni sbagliate, regia di Fabio Carpi (1983)
- La bella Otero, regia di José María Sánchez (1984)
- Le lunghe ombre, regia di Gianfranco Mingozzi (1987)
- Gioco di società, regia di Nanni Loy (1989)
- Donne armate, regia di Sergio Corbucci (1990)
- Assunta Spina, regia di Sandro Bolchi (1992)
- Schwarz greift ein, registi vari (1994)
- La bibbia: David, regia di Robert Markowitz (1997)
- Nessuno escluso, regia di Massimo Spano (1997)
- I giudici - Excellent Cadavers, regia di Ricky Tognazzi (1999)
- Stiamo bene insieme, regia di Elisabetta Lodoli e Vittorio Sindoni (2002)
- Don Bosco, regia di Lodovico Gasparini (2004)
- Rita da Cascia, regia di Giorgio Capitani (2004)
- San Pietro, regia di Giulio Base (2005)
- Il vizio dell'amore - episodio L'orso dottore, regia di Mariano Cirino (2006)
- Assunta Spina, regia di Riccardo Milani (2006)
- Crimini - episodio Il covo di Teresa, regia di Stefano Sollima (2006)
- Nati ieri - regia di Paolo Genovese e Luca Miniero (2006)
- L'onore e il rispetto - regia di Luigi Parisi e Alessio Inturri (2015)
- Con il sole negli occhi, regia di Pupi Avati (2015)
- Le nozze di Laura - film TV - regia di Pupi Avati (2015)
- Il bello delle donne... alcuni anni dopo, regia di Eros Puglielli (2017)
- La vita promessa, regia di Ricky Tognazzi - serie TV (2018)
- Christian, regia di Stefano Lodovichi e Roberto Saku Cinardi - serie TV (2022)
- Sophia!, regia di Marco Spagnoli - film TV (2022)
- Vincenzo Malinconico, avvocato d'insuccesso, regia di Alessandro Angelini e Luca Miniero – serie TV, 9 episodi (2022-2024)

## Teatro
- Masaniello, di Elvio Porta e Armando Pugliese, con le musiche di Roberto De Simone e interpretato da Mariano Rigillo, Angela Pagano (1974)
- Natale in casa Cupiello, regia di Eduardo De Filippo (1977)
- Le lacrime amare di Petra Von Kant, di Rainer Werner Fassbinder, regia di Mario Ferrero. Piccolo Eliseo di Roma, 23 aprile 1979.
- Assolutamente, di Giuseppe Manfridi, regia di Armando Pugliese. Benevento (1987)
- Medea di Porta Medina regia di Armando Pugliese con Stefano Sabelli, Stefania Pelella, Giuseppe De Rosa, Cesare Belsito, Umberto Bellissimo, Anna Fiorelli (1991)
- Margherita Gautier - la signora delle camelie, regia di Giuseppe Patroni Griffi (1992)
- La donna del mare, di Henrik Ibsen, regia di Beppe Navello (1994)
- Gilda Mignonette, regia di Armando Pugliese con Antonio Milo e Cesare Belsito (1995-1996)
- Cuore mio, soggetto e regia di Lina Sastri (1997-1998)
- Melos, soggetto e regia di Lina Sastri (1998-1999)
- Le troiane, regia di Micha van Hoecke con Roberto Alpi, Donatella Finocchiaro e Mariella Lo Giudice (1999)
- Concerto Napoletano, soggetto e regia di Lina Sastri (1999)
- La buona novella, regia di Giorgio Gallione (2000)
- Mese Mariano, regia di Lina Sastri e Mico Galdieri con Gennaro Di Biase e Patrizia Sacchi (2001)
- Concerto Napoletano, soggetto e regia di Lina Sastri (2001)
- Corpo celeste, regia di Lina Sastri (2001-2002)
- Processo a Giovanna, di Lina Sastri, regia di Enrico Maria Lamanna (2003)
- Corpo celeste, regia di Lina Sastri (2003-2005)
- Medea, regia di Piero Maccarinelli (2006)
- Vivo nel fuoco, regia di Beppe Menegatti (2006)
- Sorelle, regia di Emanuela Giordano (2006)
- Corpo celeste, regia di Lina Sastri (2006-2008)
- Elettra, regia di Luca De Fusco (2007-2008)
- Filumena Marturano, regia di Francesco Rosi (2008-2009)
- L'opera da tre soldi, di Bertolt Brecht e Kurt Weill, regia di Luca De Fusco (2011)
- La casa di Bernarda Alba, di Federico García Lorca, regia di Lluís Pasqual (2011)
- Appunti di viaggio. Biografia in musica, regia di Lina Sastri (2018)
- Nozza di sangue, di Federico García Lorca, regia di Lluís Pasqual (2023)

## Riconoscimenti
- David di Donatello
  - 1984 – Migliore attrice protagonista per Mi manda Picone
  - 1985 – Migliore attrice protagonista per Segreti segreti
  - 1987 – Migliore attrice non protagonista per L'inchiesta
  - 1990 – Candidatura alla migliore attrice protagonista per Piccoli equivoci
  - 1996 – Candidatura alla migliore attrice protagonista per Celluloide
  - 1996 – Candidatura alla migliore attrice non protagonista per Vite strozzate

- Nastro d'argento
  - 1984 – Migliore attrice protagonista per Mi manda Picone

- Ciak d'oro
  - 1987 – Candidatura alla migliore attrice non protagonista per L'inchiesta

- Premio Ubu
  - 1978/1979 – Migliore attrice non protagonista per Le femmine puntigliose e Le lacrime amare di Petra von Kant

## Discografia
- 1989 – Lina Sastri (Fonit Cetra, CDL 19)
- 1990 – Maruzzella (EMI, 090 7957922)
- 1992 – Live on Broadway (EMI, 090 7993572) (È incluso, unico brano da studio, il motivo Femmene 'e mare del Festival di Sanremo)
- 1995 – Tutta pe' mme (De Agostini, ADD 94CN40)
- 1996 – Gilda Mignonette (DDD, DFR 024)
- 1997 – Cuore mio (Kosa, 001)
- 1999 – Melos (Kosa, 002)
- 2000 – Festa (Carosello, 300 673)
- 2004 – Concerto napoletano (Lucky Plantes, LKP 533)
- 2005 – Live in Japan (Lucky Plantes, LKP)
- 2007 – Lina Rossa (Lucky Plantes, LKP)
- 2008 – Reginella (Lucky Plantes, LKP 736)
- 2009 – Passione (La Napoli di Lina Sastri) (Fabbri)
- 2010 – Canzoni Napoletane (Lucky Plantes, LKP)
- 2012 – Concerto Napoletano Live (Lucky Plantes, LKP)

## Opere
- Lina Sastri, La casa di Ninetta, Marsilio Editori, 2018, ISBN 978-88-3170-935-4.
- Lina Sastri e Ignazio Senatore, Mi chiamo Lina Sastri, Guida Editori, 2017, ISBN 978-88-6866-270-7.
- Lina Sastri, Pensieri all'improvviso. Cantata di prima e dopo, Guida Editori, 2018, ISBN 978-88-6866-341-4.